# Alternatieve Lijst Schiermonnikoog
De Alternatieve Lijst Schiermonnikoog was een politieke partij in de Nederlandse gemeente Schiermonnikoog. Zij is in de aanloop naar de gemeenteraadsverkiezingen van 1970 ontstaan als afsplitsing van Schiermonnikoogs Belang.
Binnen deze kiesvereniging, oorspronkelijk een lijstverbinding van PvdA en VVD, ontstond onenigheid over de samenstelling van de kieslijst. De PvdA had kort daarvoor een afdeling op het eiland opgericht, maar de leden daarvan bleven lid van de kiesvereniging. Toen bleek dat na het gebruikelijke interne referendum de eerste drie (van de vier verkiesbare) plaatsen op de kieslijst door PvdA-leden werden ingenomen, vertrok het liberale smaldeel en kwam met een alternatieve lijst. Bij de verkiezingen van 1970 en 1974 veroverde de partij één zetel in de gemeenteraad.

## Liberalen Schiermonnikoog
Bij de raadsverkiezingen van 1978 veranderde de partij haar naam in Liberalen Schiermonnikoog en vier jaar later vierde zij haar grootste verkiezingssuccessen: zij werd zowel in 1982 als in 1986 met drie zetels de grootste fractie in de gemeenteraad.
In 1989 ontstond onenigheid in de liberale gelederen over de manier waarop de partij werd geleid en een aantal leden richtte Ons Belang op.
Daarna ging het langzaam bergafwaarts en toen in 1999 het enige raadslid van de Liberalen, René Lancee, die het jaar daarvoor nog op voorkeurstemmen in de raad was gekozen van het eiland vertrok, was de fut eruit.
Nog voor de verkiezingen van 2002 werd de partij opgeheven.